# Sulphur Springs (Indiana)
Sulphur Springs es un pueblo ubicado en el condado de Henry en el estado estadounidense de Indiana. En el Censo de 2010 tenía una población de 399 habitantes y una densidad poblacional de 222,3 personas por km².

## Geografía
Sulphur Springs se encuentra ubicado en las coordenadas 39°59′43″N 85°25′57″O / 39.99528, -85.43250. Según la Oficina del Censo de los Estados Unidos, Sulphur Springs tiene una superficie total de 1.79 km², de la cual 1.79 km² corresponden a tierra firme y (0%) 0 km² es agua.

## Demografía
Según el censo de 2010, había 399 personas residiendo en Sulphur Springs. La densidad de población era de 222,3 hab./km². De los 399 habitantes, Sulphur Springs estaba compuesto por el 98.75% blancos, el 0% eran afroamericanos, el 0% eran amerindios, el 0% eran asiáticos, el 0% eran isleños del Pacífico, el 0.25% eran de otras razas y el 1% pertenecían a dos o más razas. Del total de la población el 0% eran hispanos o latinos de cualquier raza.